# Allenast i tro till Gud min själ är stilla
Allenast i tro till Gud min själ är stilla är en sång med text och musik av Jonas Severin Pettersen från 1893, svensk översättning av John Appelberg 1909.

## Publicerad i
- Frälsningsarméns sångbok 1929 som nr 219 under rubriken "Jubel, erfarenhet och vittnesbörd".
- Musik till Frälsningsarméns sångbok 1930 som nr 219.
- Frälsningsarméns sångbok 1968 som nr 360 under rubriken "Erfarenhet och vittnesbörd".
- Frälsningsarméns sångbok 1990 som nr 531 under rubriken "Erfarenhet och vittnesbörd".